# Alex Franken
Alex Franken, eigentlich: Franz Alexander Franken (* 7. Oktober 1847 in Düsseldorf; † 5. Oktober 1896 in Jena) war ein deutscher Rechtswissenschaftler und Hochschullehrer.

## Leben
Alex Franken studierte an der Universität Bonn, der Universität Heidelberg und an der Universität Berlin. Im Anschluss an seine Studien arbeitete er als Anwalt in Köln und promovierte 1874 mit der Abhandlung de principali interventione et oppositione tertii Gallici processus in Berlin zum Doktor der Rechte. Am 6. Juli 1875 habilitierte er sich an der Universität Berlin als Privatdozent und wurde 1878 außerordentlicher Professor der Rechte an der Universität Greifswald. Am 1. Oktober 1881 trat er eine ordentliche Professur des Zivilprozessrechtes, des deutschen Privat-, Handels- und Wechselrechts an der Universität Jena an und wurde damit verbunden Oberlandesgerichtsrat. In Jena beteiligte er sich auch an den organisatorischen Aufgaben der Hochschule und war im Sommersemester 1886 Rektor der Alma Mater. Franken, der sich zeit seines Lebens mit gesundheitlichen Einschränkungen herumplagen musste, starb an einem Geistesleiden.

## Werke (Auswahl)
- Geschichte des französischen Pfandrechts im Mittelalter. Berlin 1879
- Romanisten und Germanisten. Jena 1882
- Lehrbuch des deutschen Privatrechts. Leipzig 1894 (Online)